# Christine Flear
Christine Flear (nascuda Leroy; n. 22 d'abril de 1967) és una jugadora d'escacs francesa, que té el títol de Mestre Internacional Femení des de 1986.

## Resultats destacats en competició
Ha guanyat cinc vegades el Campionat de França femení (els anys 1985, 1991, 1994, 1998 i 1999) i va quedar-ne subcampiona tres vegades (1996, 1997 i 2002).
Va participar en diverses olimpíades d'escacs, les darreres l'Olimpíada d'escacs de 1998 i l'Olimpíada d'escacs de 2000.

## Vida personal
El 1986, es va casar amb Glenn Flear, un Gran Mestre anglès. Viuen a França prop de Montpeller i tenen dos fills.